# Garnedd Ugain
Garnedd Ugain, initialement Carnedd Ugain en gallois signifiant littéralement « cairn des Vingt » en hommage à la légion romaine stationnée à Segontium, est une montagne qui constitue le deuxième plus haut sommet du pays de Galles et du massif Snowdon avec 1 065 mètres d'altitude. Il se situe juste au nord-est du mont Snowdon, le point culminant du massif.